# كأس روكا
كأس روكا (بالبرتغالية: Roca Cup) (بالإسبانية: Copa Julio Argentino Roca) هي مباراة كرة قدم سنوية كانت تقام في الفترة 1914 و1976، بين منتخبي الأرجنتين والبرازيل، سميت بكأس روكا نسبة إلى مؤسسها الجنرال خوليو أرخنتينيا روكا رئيس الأرجنتين في الفترة ما بين 1914 و1976.

## سجل الأبطال
القائمة التالية تشمل جميع إصدارات كأس خوليو روكا. منذ عام 1939 ، كانت تُلعب الكأس على مباراتين. لم يتم أخذ فارق الأهداف في الاعتبار، لذلك في حالة فوز كلا الفريقين بمباراة واحدة، تم إجراء مباراة فاصلة لتحديد البطل. ومع ذلك ، منذ عام 1957 ، تم تحديد الكأس من خلال فارق الأهداف بين كلتا المباراتين.

### عدد مرات الفوز
| المنتخب   | عدد مرات الفوز | سنوات الفوز                                    |
| --------- | -------------- | ---------------------------------------------- |
| البرازيل  | 8              | 1914, 1922, 1945, 1957, 1960, 1963, 1971, 1976 |
| الأرجنتين | 4              | 1923, 1939, 1940, 1971                         |

### النهائيات
| السنة   | الفائز               | الوصيف    | النتيجة          | المدينة                  |
| ------- | -------------------- | --------- | ---------------- | ------------------------ |
| 1914    | البرازيل             | الأرجنتين | 1–0              | بوينس آيرس               |
| 1922    | البرازيل             | الأرجنتين | 2–1              | ساو باولو                |
| 1923    | الأرجنتين            | البرازيل  | 2–1              | بوينس آيرس               |
| 1939–40 | الأرجنتين            | البرازيل  | 5–1 2–3 2–2 3–0  | ريو دي جانيرو ساو باولو  |
| 1940    | الأرجنتين            | البرازيل  | 6–1 2–3 5–1      | بوينس آيرس               |
| 1945    | البرازيل             | الأرجنتين | 3–4 6–2 3–1      | ساو باولو ريو دي جانيرو  |
| 1957    | البرازيل             | الأرجنتين | 1–2 2–0          | ريو دي جانيرو ساو باولو  |
| 1960    | البرازيل             | الأرجنتين | 2–4 4–1 (ب.و.إ.) | بوينس آيرس               |
| 1963    | البرازيل             | الأرجنتين | 2–3 5–2 (ب.و.إ.) | ساو باولو ريو دي جانيرو  |
| 1971    | الأرجنتين & البرازيل |           | 1–1 2–2          | بوينس آيرس               |
| 1976    | البرازيل             | الأرجنتين | 2–1 2–0          | بوينس آيرس ريو دي جانيرو |

## معرض الصور

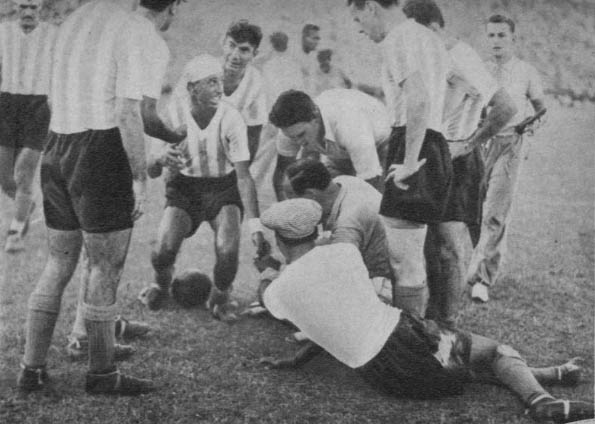
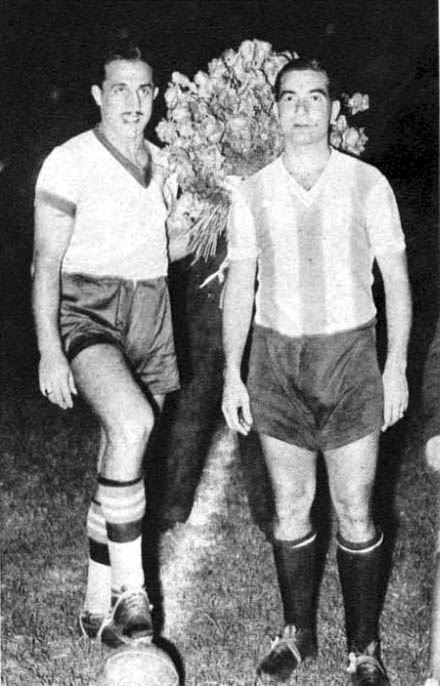
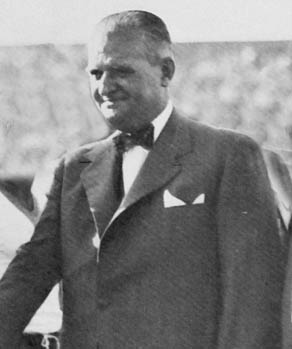
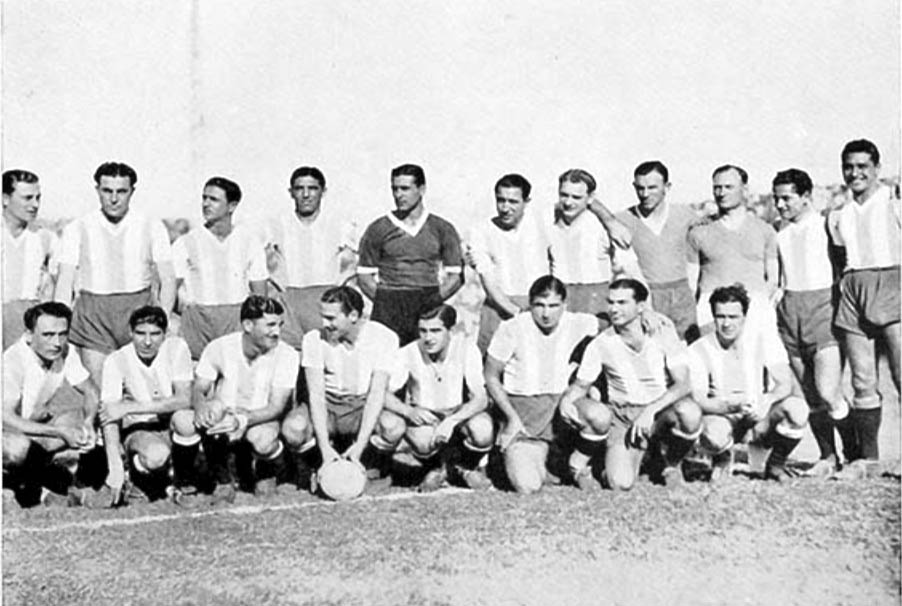
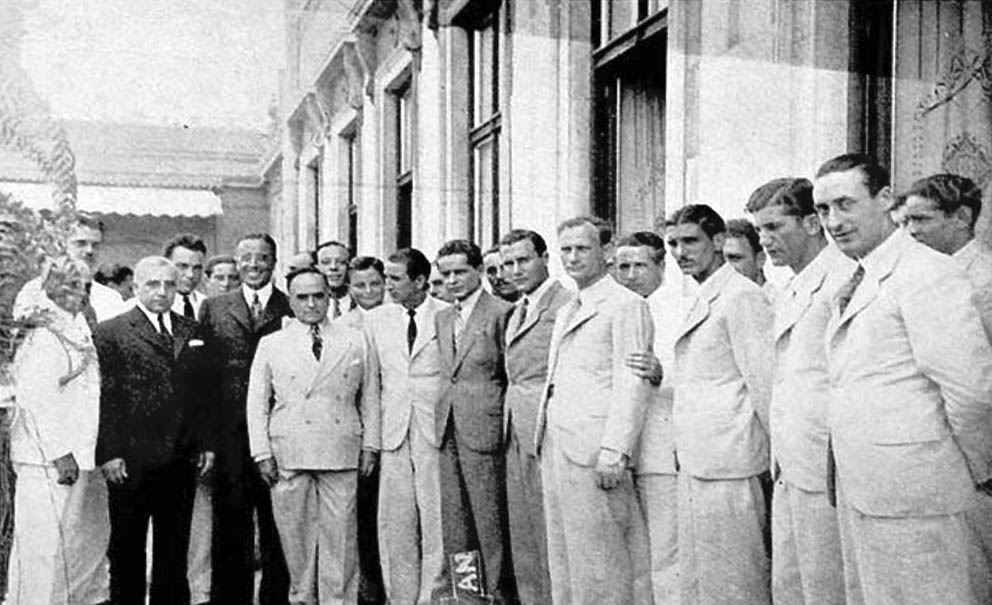
President of Brazil جيتوليو فارجاس meeting the Argentine players, January 1939